# Артемис Фаул (роман)
Артемис Фаул. Интеллект против волшебства — первая из цикла книг ирландского писателя Оуэна Колфера, состоящего из девяти книг о мальчике-вундеркинде Артемисе Фауле.

## Сюжет
Артемис Фаул — наследник преступной династии Фаулов и вундеркинд. Он убеждён, что эльфы, пикси, гномы и другие существа, которых люди считают сказочными, существуют в действительности, и собирается использовать их в своих корыстных целях.
Вместе со своим телохранителем Дворецки Артемис прибывает в Хошимин. Там один из его информаторов, Нгуен обнаруживает беглую преступницу-пикси. Обманом мальчик выманивает у неё Книгу — своеобразную энциклопедию, содержащую знания о волшебных существах. Расшифровав язык, на котором написана книга, Фаул узнаёт, что раз в два-три года волшебные создания должны покидать подземелья, в которых они живут, и выбираться на поверхность, чтобы совершить Ритуал, пополняющий запасы их волшебной силы. Во время Ритуала они беззащитны.
Затем действие переносится в Гавань — столицу волшебного народца. Офицер ЛЕППРКОНА (подземной полиции) Элфи Малой должна выполнить рискованное задание на поверхности — остановить сбежавшего тролля. Ожесточённая схватка опустошает запасы её волшебной силы, и она летит в Ирландию совершить Ритуал. Во время этой сюжетной линии читатель знакомится с главой ЛЕППРКОНА Джулиусом Крутом и техническим консультантом кентавром Жеребкинсом.
Во время ритуала Дворецки удаётся взять в плен Элфи. В поместье Фаулов Артемис рассказывает эльфийке свой план — обменять её на тонну золота. Также автор знакомит читателя с обитателями поместья — сошедшей с ума мамой Артемиса Ангелиной, и сестрой Дворецки — Джульеттой.
Эльфийский спецназ пытается штурмом взять поместье, но терпит сокрушительное поражение. Поскольку солнце губительно для волшебных существ, а скоро рассвет, Жеребкинс окружает поместье полем, останавливающим время. Теоретически, невозможно покинуть его пределы.
Закон волшебного народца запрещает входить в жилище человека без разрешения. Артемис Фаул, связавшись с ЛЕППРКОНом, говорит, что они могут войти в дом только через его труп. Психологи подземных жителей интерпретируют это как приглашение в случае смерти владельца.
Джулиус Крут решается на отчаянный шаг — отправить в дом Артемиса гнома-грабителя Мульча Рытвинга. Так как Мульч — преступник, он не считается волшебным существом, и законы на него не распространяются. Попытка проваливается — гном бежит, инсценировав свою смерть (после операции ему грозит возвращение в тюрьму). Тем не менее, Рытвинг отвлекает на себя внимание Дворецки, и Элфи использует это, чтобы провести Ритуал в доме. Восстановив свою волшебную силу, она гипнотизирует Джульетту, и покидает камеру. Однако, она не может выйти из дома без разрешения хозяина.
Честолюбивый офицер ЛЕППРКОНа Шипс Дубин добивается отставки Джулиуса Крута, и решает послать в дом тролля. Чудовище смертельно ранит Дворецки, но Элфи излечивает его своей магией, поскольку тролль убьёт и её. Телохранитель Артемиса, облачившись в средневековые доспехи, средневековой булавой избивает монстра и собирается его убить, но Элфи просит его этого не делать и напоминает Дворецки, что она исцелила его и он теперь её должник. Телохранитель соглашается и вышвыривает избитого тролля на улицу.
Восстановленный в должности Джулиус Крут совершает обмен заложницы на золото. Он собирается взорвать в пределах временного поля биологическую бомбу, которая уничтожит всё живое. После смерти Артемиса он вернёт сокровища своему народу. Между тем у Элфи наблюдается стокгольмский синдром. Тем временем Артемис и Дворецки празднуют благополучное завершение операции.
Взорвав бомбу, бойцы ЛЕППРКОНа проникают на территорию поместья, однако начинают терять магические способности. Жеребкинс понимает, что Артемис каким-то образом покинул временное поле. Подземные жители вынуждены отступить.
Затем Артемис рассказывает Дворецки, что фактически прошло восемь часов, и они не ощущали сонливости, так как мозг не воспринимал время внутри поля. Ангелина заснула до остановки времени, и осталась спать. Таким образом, во время остановки времени человек остаётся в том состоянии, в котором вошёл во временное поле. Подмешав себе, Дворецки и Джульетте снотворное в шампанское, которое они пили по случаю победы над волшебными существами, Артемис создал парадоксальную ситуацию и таким образом покинул поле, и следовательно, радиус действия биологической бомбы.

## Персонажи
- Артемис Фаул II — антигерой. Гений преступного мира.
- Дворецки — телохранитель и слуга Артемиса. Очень высокий и сильный, отличный боец и стрелок.
- Элфи Малой — капитан ЛЕППРКОНА. Эльфийка, обладающая довольно неприятным характером. Не подчиняется приказам начальства, в начале романа похищена Артемисом Фаулом.
- Джулиус Крут — эльф, глава ЛЕППРКОНа. Вечно сердится, угрожает отправить всех своих подчинённых в отставку. Недолюбливает Элфи.
- Жеребкинс — технический консультант ЛЕППРКОНа. Кентавр, постоянно подшучивает над сотрудниками. Страдает паранойей.
- Джульетта Дворецки — сестра Дворецки. Служанка Ангелины Фаул. Обладает глубокими познаниями в боевых искусствах. Увлекается борьбой без правил.
- Труба Келп — капитан ЛЕППРКОНа. Обладает ужасным характером.
- Шипс Дубин — капитан ЛЕППРКОНа. Мечтает занять место Джулиуса.
- Ангелина Фаул — мать Артемиса. Сошла с ума.
- Шкряб Келп — капрал ЛЕППРКОНа. Брат Трубы. Всё время жалуется на условия работы.
- Нгуен Ксу-ан — знакомый Дворецки. Живёт в Хошимине.
- Цып Треплоу — спрайт, приспешник Шипса Дубина. Считает себя невероятно красивым.

## Награды
Роман получил очень положительные отзывы — в 2004 году он получил Young Reader’s Choice Award и Garden State Teen Book Award, среди других наград.